# گینتس زیلبالودیس
گینتس زیلبالودیس (لتونیایی: Gints Zilbalodis؛ زادهٔ ۱۳ آوریل ۱۹۹۴) فیلمساز اهل لتونی است. او بیشتر به‌خاطر کارگردانی فیلم‌های انیمیشن آوِی (۲۰۱۹) و جریان (۲۰۲۴) شناخته می‌شود. فیلم جریان نامزد دریافت جایزه اسکار بهترین فیلم بین‌المللی شد و جایزه اسکار بهترین فیلم پویانمایی را در نود و هفتمین دوره جوایز اسکار برد. این دستاورد باعث شد تا او و همکار تهیه‌کننده‌اش، ماتیس کازا، نخستین لتونیایی‌هایی باشند که موفق به دریافت جایزه اسکار شدند.